# Gelineostroma
Gelineostroma — рід грибів. Назва вперше опублікована 1988 року.

## Класифікація
До роду Gelineostroma відносять 3 види:
- Gelineostroma arthrotaxis
- Gelineostroma athrotaxis
- Gelineostroma swartii